# Ivan Provedel
Ivan Provedel (Pordenone, 17 maart 1994) is een Italiaans-Russisch voetballer die speelt als doelman. In augustus 2022 verruilde hij Spezia voor Lazio.

## Clubcarrière
Provedel speelde in de jeugdopleiding van Udinese en in 2012 maakte hij de overstap naar Chievo Verona. Voor hij bij die club kon debuteren, werd de doelman verhuurd aan Pisa, uitkomend in de Serie C. Hier speelde hij zijn eerste professionele voetbalwedstrijden. In de zomer van 2014 huurde Perugia de doelman waardoor hij in de Serie B terechtkwam. Provedel werd een jaar later gehuurd door Modena. De vierde verhuurperiode van de Italiaanse sluitpost was bij Pro Vercelli, in het seizoen 2016/17.
In de zomer van 2017 maakte Provedel voor circa 1,2 miljoen euro de overstap naar Empoli, waar hij zijn handtekening zette onder een verbintenis voor de duur van vier seizoenen. In 2020 werd hij voor een half seizoen verhuurd aan SS Juve Stabia, daar scoorde hij op 7 februari 2020 een late gelijkmaker in het duel tegen Ascoli.
In oktober 2020 vertrok Provedel als reservekeeper achter Jeroen Zoet naar Spezia in de Serie A. Door een blessure van Zoet vroeg in het seizoen kwam hij echter toch tot spelen toe. In zijn eerste seizoen bij Spezia stond Provedel in negenentwintig van de achtendertig competitieduels onder de lat. Ook het jaar erna speelde hij een merendeel van de wedstrijden, waarna hij in augustus 2022 werd overgenomen door Lazio voor circa twee miljoen euro. Op 19 september 2023 maakte Provedel in de UEFA Champions League een kopdoelpunt tegen Atlético Madrid, waarmee hij in de slotfase voor de beslissende 1–1 tekende.

## Clubstatistieken
| Seizoen | Club           | Competitie | Competitie | Competitie | Beker | Beker | Internationaal | Internationaal | Totaal | Totaal |
| Seizoen | Club           | Competitie | Wed.       | Dlp.       | Wed.  | Dlp.  | Wed.           | Dlp.           | Wed.   | Dlp.   |
| ------- | -------------- | ---------- | ---------- | ---------- | ----- | ----- | -------------- | -------------- | ------ | ------ |
| 2012/13 | Chievo Verona  | Serie A    | 0          | 0          | 0     | 0     | —              | —              | 0      | 0      |
| 2013/14 | → Pisa         | Serie C    | 29         | 0          | 0     | 0     | —              | —              | 29     | 0      |
| 2014/15 | → Perugia      | Serie B    | 24         | 0          | 1     | 0     | —              | —              | 25     | 0      |
| 2015/16 | → Modena       | Serie B    | 21         | 0          | 0     | 0     | —              | —              | 21     | 0      |
| 2016/17 | → Pro Vercelli | Serie B    | 40         | 0          | 1     | 0     | —              | —              | 41     | 0      |
| 2017/18 | Empoli         | Serie B    | 23         | 0          | 1     | 0     | —              | —              | 24     | 0      |
| 2018/19 | Empoli         | Serie A    | 16         | 0          | 0     | 0     | —              | —              | 16     | 0      |
| 2019/20 | Empoli         | Serie B    | 0          | 0          | 1     | 0     | —              | —              | 1      | 0      |
| 2019/20 | → Juve Stabia  | Serie B    | 18         | 1          | 0     | 0     | —              | —              | 18     | 1      |
| 2020/21 | Spezia         | Serie A    | 29         | 0          | 1     | 0     | —              | —              | 30     | 0      |
| 2021/22 | Spezia         | Serie A    | 31         | 0          | 0     | 0     | —              | —              | 31     | 0      |
| 2022/23 | Lazio          | Serie A    | 38         | 0          | 0     | 0     | 7              | 0              | 45     | 0      |
| 2023/24 | Lazio          | Serie A    | 30         | 0          | 2     | 0     | 8              | 1              | 40     | 1      |
| 2024/25 | Lazio          | Serie A    | 29         | 0          | 0     | 0     | 3              | 0              | 32     | 0      |
| Totaal  | Totaal         | Totaal     | 328        | 1          | 7     | 0     | 18             | 1              | 353    | 2      |

Bijgewerkt op 27 mei 2025.

## Interlandcarrière
In mei 2024 werd Provedel door bondscoach Luciano Spalletti opgenomen in de voorselectie van het Italiaans voetbalelftal voor het EK 2024 in Duitsland. Hij viel echter af voor de definitieve selectie.

## Erelijst
| Serie B | 1 | 2017/18 |